# قطعنامه ۱۳۱۸ شورای امنیت
قطعنامه ۱۳۱۸ شورای امنیت سازمان ملل متحد که در تاریخ ۰۷ سپتامبر ۲۰۰۰ تصویب شد، سندی بین‌المللی دربارهٔ اطمینان از نقش مؤثر شورای امنیت سازمان ملل در حفظ صلح و امنیت بین‌المللی، به ویژه در آفریقا است. این قطعنامه طی نشست ۴۱۹۴ام با ۱۵ رای موافق، ۰ مخالف و ۰ ممتنع تصویب شد.